# 阿里·本·穆罕默德
阿里·本·穆罕默德·本·伊德里斯（阿拉伯语：‎；827年—848年），伊德里斯王朝第四任埃米尔。他是前任君主穆罕默德·本·伊德里斯的儿子。
阿里·本·穆罕默德的才干尚可，在其统治期间，王朝的统治保持了安定。848年，阿里逝世，由弟弟叶海亚·本·穆罕默德即位。